# گورجارادسا
گورجارادسا (انگلیسی: Gurjaradesa) منطقه ای تاریخی در هند است که شامل شرق راجستان و شمال گجرات در طول قرن ۶ تا ۱۲ میلادی می‌باشد. قدرت غالب منطقه، گورجارا-پراتیهاراها در نهایت بخش عمده ای از شمال هند به مرکزیت قنوج را کنترل کردند. ایالت مدرن گجرات نام خود را از گورجاراترا باستان گرفته‌است.